# The Longest Yard (film fra 2005)
 For alternative betydninger, se The Longest Yard. (Se også artikler, som begynder med The Longest Yard)
The Longest Yard er en amerikansk komediefilm fra 2005 instrueret af Peter Segal. Filmen er et remake af Burt Reynolds-filmen af samme navn fra 1974.

## Plot
Paul Crewe (Adam Sandler) er en pensioneret amerikansk fodboldspiller, der til trods for sin tilsyneladende unge alder og store talent ikke er blevet ansat hos noget hold, da han er blevet beskyldt for at spille dårligt med vilje, i en footballkamp, selv om det aldrig blev bevist.
I en brandert stjæler han sin kærestes bil og kører fra politiet og får den totalskadet, hvilket medfører at han ryger i fængsel. Her bliver han nærmest tvunget til at lave et amerikansk fodbold hold bestående af indsatte, som skal spille mod vagternes hold.

## Medvirkende
- Adam Sandler
- Chris Rock
- James Cromwell
- Terry Crews
- Burt Reynolds
- Courteney Cox

## Ekstern henvisning
- The Longest Yard på Internet Movie Database (engelsk)
- The Longest Yard på Filmdatabasen
- The Longest Yard på Scope
- The Longest Yard i Svensk Filmdatabas (svensk)
- The Longest Yard på AlloCiné (fransk)
- The Longest Yard på MovieMeter (nederlandsk)
- The Longest Yard på AllMovie (engelsk)
- The Longest Yard hos American Film Institute (engelsk)
- The Longest Yard hos British Film Institute (engelsk)
- The Longest Yard på Turner Classic Movies (engelsk)